# Кашина Брузе (Леко)
Кашина Брузе је насеље у Италији у округу Леко, региону Ломбардија.
Према процени из 2011. у насељу је живело 31 становника. Насеље се налази на надморској висини од 317 м.